# Arkadi Jakowlewitsch Tugarinow
Arkadi Jakowlewitsch Tugarinow (russisch Аркадий Яковлевич Тугаринов, wiss. Transliteration Arkadij Jakovlevič Tugarinov; * 10. Novemberjul. / 22. November 1880greg. in Saratow, Russisches Kaiserreich; † 8. Juli 1948 in Leningrad, Sowjetunion) war ein russischer beziehungsweise sowjetischer Ornithologe und Paläornithologe.

## Leben
Tugarinow stammt aus einer Beamtenfamilie. Bereits als Schuljunge entwickelte er ein reges Interesse an der Natur. Er legte ein Herbarium an und trat mit siebzehn Jahren in die Gesellschaft der Naturforscher Saratows ein. Dort arbeitete er im örtlichen Museum der Gesellschaft und sammelte erstes ornithologisches Material im Raum Astrachan sowie in der Sarepta (Steppenregion an der Unteren Wolga), das er dem Kasaner Museum übergab. In seiner Jugendzeit hatte er Kontakt zum späteren Akademiemitglied Boris Alexandrowitsch Keller (1874–1945), der sein Lehrer und Mentor wurde. Anschließend studierte er Naturwissenschaften an der Universität Kasan. Von 1900 bis 1903 veröffentlichte er seine ersten Aufsätze über Geobotanik.
1901 nahm er an der Jahresversammlung der allrussischen Vereinigung der Naturforscher zu Sankt Petersburg teil, wo er mit sibirischen Wissenschaftlern aus Krasnojarsk in Kontakt kam. Im Januar 1905 übersiedelte er dorthin und wurde mit 25 Jahren Konservator. Kurze Zeit später übernahm den Direktorenposten des zentralsibirischen Regionalmuseums, den er bis 1926 innehatte. Tugarinow begann sofort mit der Erkundung der Jenissei-Region, deren Fauna und Flora zu diesem Zeitpunkt überwiegend noch völlig unerforscht war. Er trug eine große ornithologische Sammlung zusammen, interessierte sich aber auch für archäologische (Andronowo-Kultur) und ethnografische Studien, hielt Vorlesungen und war während der Russischen Revolution von 1917 bis 1918 örtlicher Wirtschaftskommissar im Norden. 
Von 1907 bis 1926 leitete er die Krasnojarsker Abteilung der Geografischen Gesellschaft. In dieser Zeit in Sibirien (und kurz danach) veröffentlichte Tugarinow die Monografien Materialien über die Vögel des Jenisej`schen Gouvernements (1911), in Zusammenarbeit mit Sergei Alexandrowitsch Buturlin, 1925 erschienen in deutscher Übersetzung von Hermann Johannes Grote als Sonderheft der von Otto Kleinschmidt herausgegebenen Zeitschrift Falco, die Ergänzung Zur Ornithofauna des Jenisej´schen Gouvernements (1912) und Die Vögel Sibiriens am Jenisej – Checklist und Verbreitung (1927) sowie die Bücher Der Zobel im Jenisej`schen Gouvernement (1913) und Die geografischen Landschaften der Jenisej-Region (1925). Von 1910 bis 1915 publizierte er in der Reihe Орнитологический Вестник (Ornitologičeskij Vestnik) von Iwan Semjonowitsch Poljakow, darunter 1913 den Artikel Zur Ornithofauna des nordöstlichen Sajan-Gebirges sowie 1915 den Aufsatz Zur Ornithofauna des Minussinsker Kreises und östlichen Urjanchai. 1926 wurde Tugarinow von Pjotr Petrowitsch Suschkin an das Zoologische Institut der Akademie der Wissenschaften nach Leningrad berufen. Im gleichen Jahr sowie 1928 wirkte er an Exkursionen in die Mongolei mit, deren Ergebnisse in drei Arbeiten veröffentlicht wurden. 
Von 1934 bis 1937 verbrachte er die Winterhalbjahre zu Forschungszwecken über Wasservögel, Zugverhalten, Rast und Überwinterung im südwestlichen Raum des Kaspischen Meeres und in Transkaukasien. Die Ergebnisse publizierte Tugarinow unter anderen 1935 in Zusammenarbeit mit Jelisaweta Wladimirowna Koslowa. Tugarinow interessierte sich sehr für den Vogelzug und die Beringung, und veröffentlichte in den 1930er Jahren dazu verschiedene Aufsätze. Im Gedenkband an Pjotr Petrowitsch Suschkin fasste er 1950 den aktuellen Kenntnisstand zum Vogelzug für die Region des südwestlichen Kaspischen Meeres und für die gesamte Paläarktis auf über 70 Seiten zusammen. 
Ergebnis seines Schaffens während der Evakuierungszeit des Zoologischen Instituts von 1942 bis 1945 in Tadschikistan war die Monographie über die dortige Fasanunterart Phasianus colchicus bianchii in Zusammenarbeit mit Koslowa. Tugarinow führte die Paläornithologie in der Sowjetunion ein, wobei er vor allem Studien in Sibirien, Kasachstan, in der Ukraine sowie auf der Krim betrieb. 1930 veröffentlichte er einen Beitrag über den Asiatischen Strauß in Transbaikalien und 1932 einen umfangreichen Beitrag zur quartären Avifauna Sibiriens. 1933 und 1934 versuchte er die Entstehungsgeschichte der arktischen Fauna in Nordeurasien zu skizzieren, 1933 widmete er sich der Avifauna der Krim während der Würmvereisung, 1935 schrieb er über die Ornithofauna des Pliozäns Sibiriens und 1940 über die gesamte Avifauna des Tertiärs in den Grenzen der UdSSR.
Zu seinen Erstbeschreibungen zählen unter anderen die fossilen Taxa Plioperdix ponticus, Alectoris pliocaena, Dendrochen oligocaena, Agnopterus turgaiensis, Phalacrocorax longipes und Petrosushkinia pliocaenica.
Tugarinow war auch Systematiker, Zoogeograph und Evolutionsforscher. 1925 brachte er eine Abhandlung über die zoogeographischen Teilgebiete Jenissei-Sibiriens heraus. 1929 veröffentlichte er eine bedeutende Schrift über die Blaukehlchen der Ost-Paläarktis, wobei er auf der Grundlage der Untersuchung von über 1000 Bälgen dabei zehn Unterarten anerkannte und drei neu beschrieb (Luscinia svecica kobdensis, Luscinia svecica kaschgariensis, Luscinia svecica przevalskii). 1936 widmete er sich der Fragestellung zur Entstehung von Inselfaunen. Im Jahr 1932 veröffentlichte Tugarinow ein Bestimmungsbuch der Enten, Gänse, Schwäne und Säger im Rahmen einer Serie zur Fauna der Sowjetunion. Zusammen mit Nikolai Nikolajewitsch Smirnow und Alexander Iwanowitsch Iwanow publizierte er 1934 ein Buch über die Vögel und Säugetiere Jakutiens. Im Rahmen der von der Akademie der Wissenschaften der UdSSR herausgegebenen Reihe Fauna der UdSSR veröffentlichte er die Bände Anseriformes (1941) sowie Pelecaniformes, Ciconiformes, Phoenicopteriformes (1946). Er war Coautor des vierbändigen Standardwerkes Vögel der UdSSR (1951, 1953). 
1934 promovierte Tugarinow zum Doktor der Biologie und 1935 wurde er zum Professor ernannt. 1940 übernahm er die Nachfolge von Pawel Wladimirowitsch Serebrowskij (1882–1942) als Leiter der Ornithologischen Abteilung des Zoologischen Instituts der Akademie der Wissenschaften.

## Dedikationsnamen
- Eobalearica tugarinovi
- Tertiariaporphyrula tugarinovi
- Aegypius tugarinovi
- Pica pica tugarinovi